# Ledenika
Ledenika (bułg. Леденика) – jaskinia krasowa w północno-zachodniej Bułgarii, w północno-wschodnim skraju Wraczańskiej Płaniny, 16 km od miejscowości Wraca.
W jaskini występuje bogata szata naciekowa z kalcytu oraz niewielkie cieki wodne i jeziorka.
Ledenika jest znana od dawna, natomiast od 1961 r. jest udostępniona turystom.